# Gatú o Gatucito
Gatú o Gatucito ist ein Corregimiento des Bezirks Santa Fe in der Provinz Veraguas in Panama. Bei der Volkszählung im Jahr 2023 hatte es 1451 Einwohner. Das Corregimiento erstreckt sich über eine Fläche von 63,9 km².

## Bevölkerung
Die folgende Tabelle zeigt die Bevölkerung des Corregimientos Gatú o Gatucito, wie es in den Volkszählungen 2000, 2010 und 2023 erfasst wurde.
| Jahr         | 2000 | 2010 | 2023 |
| ------------ | ---- | ---- | ---- |
| Einwohner    | 1707 | 1315 | 1451 |
| davon Männer | 954  | 734  | 815  |
| davon Frauen | 753  | 581  | 636  |

## Orte
Im Corregimiento Gatú o Gatucito befinden sich folgende Orte:
- Agua Fría
- Bejucal
- Caimito
- Gatuncito
- Gatú
- La Pita
- La Sabaneta
- Las Lajitas
- Los Casaretone
- Los Díaz
- Ojo de Agua
- Quebrada Bejucal
- Quebrada oscura
- Río Azul
- San José
- San Miguel
- San Miguel Arriba
- Santa Bárbara